# Conacul familiei Donici
Conacul familei Donici este un monument de arhitectură de importanță națională din satul Dubăsarii Vechi, raionul Criuleni (Republica Moldova), construit în secolul al XIX-lea.
Conacul are o arhitectură modestă, apropiată de cea a caselor țărănești. Include un parc și capela familiei Donici. Aici a locuit astronomul Nicolae Donici.
Actualmente, se află în stare nesatisfăcătoare. S-a intervenit în exteriorul clădirii cu teracotă. Actualmente este sediul gospodăriei
agricole din localitate.

## Vezi și
- Lista conacelor din Republica Moldova